# Фальре, Жан Пьер
Жан Пьер Фальре (фр. Jean-Pierre Falret; 24 апреля 1794 , Марсьяк-сюр-Селе, департамент Ло — 28 октября 1870, там же) — французский психиатр. Член Национальной академии медицины Франции.

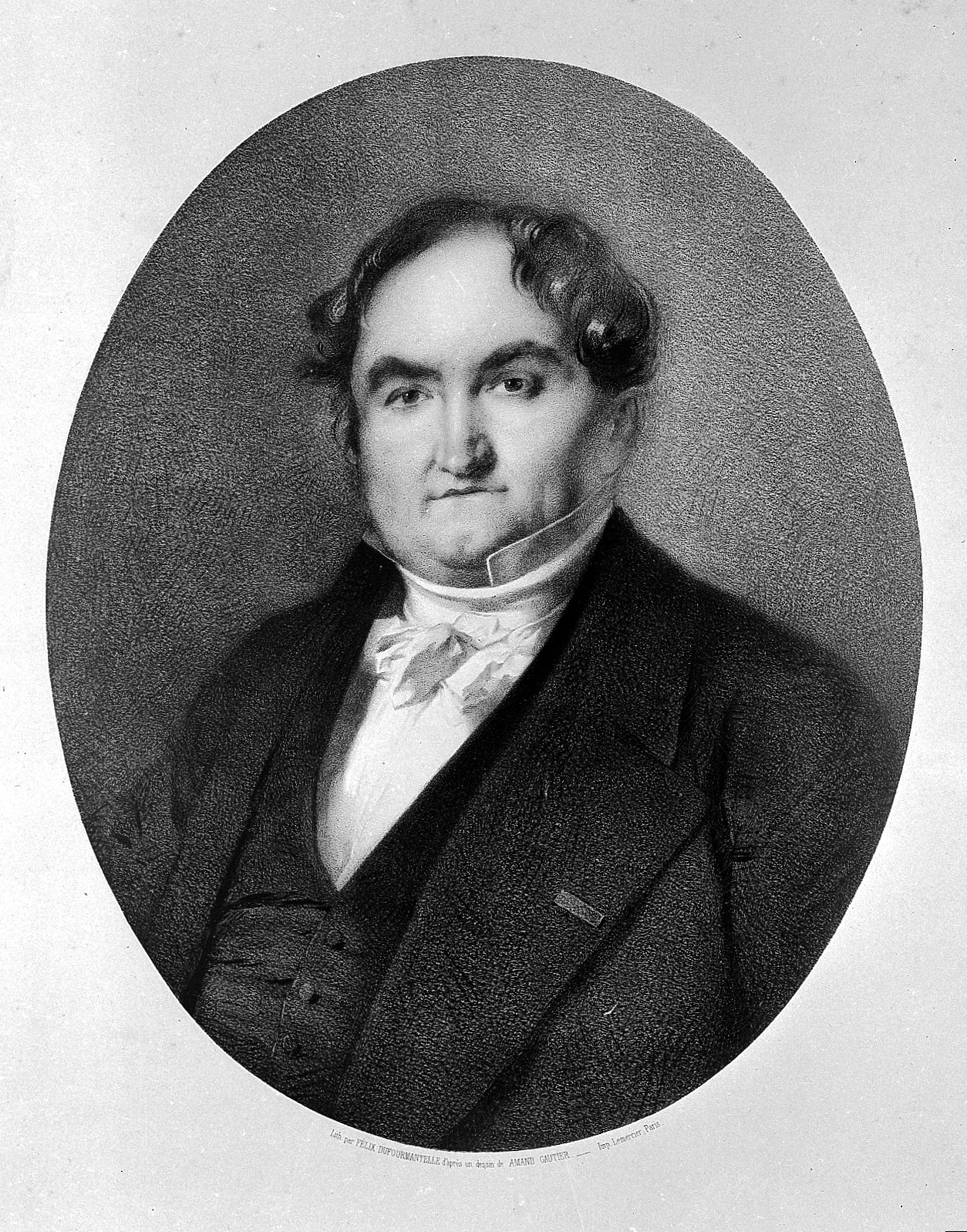
Портрет Жана Пьера Фальре

## Биография
Изучал медицину в Париже. Ученик Ф. Пинеля и Ж. Э. Д. Эскироля. С 1811 года работал в Париже в частной психиатрической клинике Ж. Эскироля; в 1821—1841 годах врачом клиники Сальпетриер, затем до 1867 года — врач психиатрической больницы Рамбюто.
В 1819 году получил степень доктора медицины. Вместе с Феликсом Вуазеном основал психиатрическое учреждение в Ванве (1822 г.). В 1831 году он получил должность в больнице Сальпетриер, где оставался до 1867 года.
Первым во французской психиатрии, опираясь на принципы, разработанные Ж. Эскиролем, изучал психические болезни в динамике, в течение длительного времени наблюдая за больными как в условиях больницы, так и вне её. Фальре показал, что всякое психическое заболевание вне зависимости от нозологической принадлежности проходит в своём развитии ряд этапов: в начальном периоде наряду со стёртыми психическими расстройствами наблюдаются разнообразные соматические нарушения, мешающие постановке правильного диагноза; в периоде развития первых манифестных симптомов болезнь чаще всего проявляется аффективными и бредовыми расстройствами; далее следует период полного развития болезни, сменяющийся либо выздоровлением, либо переходом в хроническое состояние со стереотипизацией клинической картины и проявлением обычно симптомов психической слабости.
В 1851 году описал болезнь, которую он назвал folie circulaire , которая в настоящее время считается одним из первых описаний биполярного расстройства. Вместе с Эрнестом-Шарлем Ласегом представил описание индуцированного бредового расстройства (folie à deux). Одним из первых описал синдром ма́нии пресле́дования.
Ж. Фальре принадлежит инициатива создания в Рамбюто специального отделения для выздоравливающих больных. В своих работах он обосновывал необходимость последующего наблюдения за ними и лечения их с целью предупреждения рецидивов заболевания. Занимался разработкой вопросов деонтологии в психиатрии и принципов реабилитации психически больных.
Отец психиатра Жюля Фальре.

## Избранные труды
- Recherches statistiques sur les aliénés, les suicides et les morts subites
- De l’aléniation mentale, 1838
- Du délire, 1839
- De la folie circulaire ou forme de maladie mentale caracterisée par alternative régulière de la manie et de la melancholie, 1851
- Mémoire sur la folie circulaire, forme de la maladie mentale caractérisée par la reproduction successive et régulière de l’état maniaque, de l’état mélancolique, et d’un intervalle lucide plus ou moins prolongé. Bulletin de l'Académie impériale de médecine 19, s. 382–400, 1854
- De la non-existence de la monomanie, 1854
- Du traitement général des aliénés, 1854